# École supérieure des beaux-arts de Téhéran
Pour les articles homonymes, voir École des beaux-arts.
 (décembre 2023).
Si vous disposez d'ouvrages ou d'articles de référence ou si vous connaissez des sites web de qualité traitant du thème abordé ici, merci de compléter l'article en donnant les références utiles à sa vérifiabilité et en les liant à la section « Notes et références ».
L'École supérieure des beaux-arts de Téhéran a été fondée après la Seconde Guerre mondiale. Plusieurs des diplômés de cette école sont devenus des artistes contemporains célèbres[réf. nécessaire]. 
Après la révolution islamique, cette école a été amalgamée avec un certain nombre d'autres instituts d'art. Ce nouvel établissement s'appelle Université d'art de l'Iran.